# Књињице (Бланско)
Књињице (чеш. Knínice) је насељено мјесто са административним статусом варошице (чеш. městys) у округу Бланско, у Јужноморавском крају, Чешка Република. До 5. маја 2015. варошица се звала Knínice u Boskovic.

## Становништво
Према подацима о броју становника из 2014. године насеље је имало 885 становника.